# Otoitidae
Otoitidae es una familia de Stephanoceratoidea, del suborden Amonitina de principios del Jurásico Medio que comienzan como cadiconos pero ser más planuales con la edad; derivado de Hammitoceratidae (Hildoceratoidea), probablemente a través de Erycites a modo de Abbasites.
Las conchas comienzan en forma de barril con verticilos deprimidos, bordes exteriores anchos y umbilicos profundos en forma de cráter (cadicónicos), pero se comprimen y los bordes exteriores se vuelven bruscamente redondeados, planulados. Puede ser pesado y tuberculado en los hombros umbilicales y puede dividirse a lo largo de los flancos antes de cruzar el borde exterior -el venter- ininterrumpidamente.
Otoitidae es la familia ancestral de Stephanoceratoidea y se conoce solo desde un intervalo de tiempo relativamente corto dentro de la etapa Bajociense al comienzo del Jurásico Medio y comienza con Docidoceras. Ellos dieron lugar, probablemente a través de variedades de Docidoceras, a Stephanoceratidae y Sphaeroceratidae, que a su vez dieron lugar a las diferentes ramas filogenéticas dentro de Stephanoceratoidea.